# Caspar Levias
Caspar Levias (hebräisch קספר לואיס; * 13. Februar 1860 in Žagarė, Russisches Kaiserreich; † 19. Februar 1934 in Newark (New Jersey), USA) war ein amerikanischer Orientalist und Hebraist.

## Leben
Levias erhielt seine Schulausbildung in Russland. Von 1893 bis 1894 studierte er am Columbia College in New York orientalische Sprachen. Anschließend studierte er bis 1895 an der Johns Hopkins University in Baltimore Semitistik und lehrte das Fach seit 1895 als Dozent am Hebrew Union College in Cincinnati. Später zog er zurück nach New York, wo er mischnisch-hebräische und rabbinisch-aramäische Grammatik des Talmud am Jewish Teachers Institute lehrte.

## Werk
Levias schrieb neben seiner Lehrtätigkeit eine große Anzahl von Essays, vor allem zu philologischen Themen, so in The American Journal of Semitic Languages, in dem seine talmudische Grammatik zuerst erschien, und im Hebrew Union College-Journal.
Philologische Studien und Forschungsergebnisse zur semitistischen und talmudischen Grammatik (Mischna/Gemara) veröffentlichte er in wissenschaftlichen Zeitschriften.
Seine erste wissenschaftliche Arbeit erhielt den Titel A Grammar of the Aramaic Idiom contained in the Babylonian Talmud with Constant Reference to Gaonic Literature (dt.: Eine Grammatik des aramäischen Idioms im babylonischen Talmud in Verbindung zur gaonischen Literatur). Die Grammatik wurde in Cincinnati durch das Hebrew Union College im Jahr 1900 veröffentlicht.
Caspar Levias’ Werk Diḳduḳ Aramit Bavlit (dt.: Grammatik des Arämischen im babylonischen Talmud) wurde in New York von der Alexander Kohout Memorial Foundation im Jahr 1930 veröffentlicht.
Levias stellte verschiedene Wörterbücher zu Philologie und Medizin zusammen. Das erste Wörterbuch zur Philologie in Hebräisch hieß Otṣar ḥokhmat ha-lashon (dt.: Schätze der Sprachwissenschaft = Wörterbuch der hebräischen philologischen Terminologie = Dictionary of Hebrew Philological Terms). Dieses Werk erschien im Verlag G. Е. Stechert in Leipzig in den Jahren 1914 bis 1915. Das andere Wörterbuch beschrieb die hebräischen medizinischen Begriffe und entstand in den 1920er Jahren im Auftrag des in Tel Aviv ansässigen Verlegers Dvir (hebräisch דביר). Levias erhielt dafür ein Entgelt von 1000 Dollar.

## Veröffentlichungen (Auswahl)
- On the Etymology of the Term ševâ. In: American Journal of Philology 16, 1895 (Digitalisat)
- The Justification of Zionism. Leipzig 1899, OCLC 27481497.
- A grammar of the Aramaic idiom contained in the Babylonian Talmud, with constant reference to Gaonic literature. Bloch, Cincinnati 1900 (Digitalisat).
- The Names of the Hebrew vowels. In: Hebrew Union College Annual 1904, S. 138–146.
- Ōṣar ḥokmat hal-lāšōn = Wörterbuch der hebräischen philologischen Terminologie = Dictionary of Hebrew philological terms.(hebräisch אוצר חכמת הלשון). 2 Teile. G. E. Stechert, Leipzig 1914–15.
- Who were the Amorites? In: Studies in Jewish Bibliography. New York 1929, S. 404–430.
- A grammar of Babylonian Aramaic = Diḳduḳ Aramit Bavlit. (hebräisch דקדוק ארמית בבלית). New Yorḳ 1930, OCLC 19148420 = A Grammar of Babylonian Aramaic. Jerusalem 1972, OCLC 13974567.
- Enallage in the Bible. In: The American Journal of Semitic Languages and Literatures. 50, 1934, S. 104–108.
- A grammar of Galilean Aramaic. = Diḳduḳ ha-Aramit ha-Gelilit li-śefat ha-Talmud ha-Yerushalmi ṿeha-midrashim. (hebräisch דקדוק הארמית הגלילית לשפת התלמוד הירושלמי והמדרשים), New Yorḳ 1986, OCLC 20491177.